# دراسات السينما الماركسية
دراسات السينما الماركسية  هي أحد من أقدم أشكال نظرية الفيلم.

## نظرة عامة
طرح سيرجي آيزنشتاين وعدد من المخرجين السوفيتيين الآخرين في 1920ات الأفكار الماركسية من خلال السينما. في الواقع، كانت يعتبر أن الجدلية الهيغلية عرضت على أفضل وجه في أسلوب تحرير الفيلم في تجربة كوليشوف وتطوير المونتاج.
في حين تم استخدام هذا النهج البنيوي للماركسية وصناعة الأفلام، كانت أكبر شكاوى المخرجين الروس مع الهيكل السردي للسينما في الولايات المتحدة.
كان حل آيزنشتاين هو تجنب الهيكل السردى من خلال التخلص من البطل الفردي وسرد حكايات تحرك المجموعة فيها الحبكة، وتروى الحكاية من خلال تعارض صورة مع أخرى (سواء في التكوين أو الحركة أو الفكرة) بحيث لا ينخدع المشاهدون ويعتقدون أنهم يشاهدون شيئا لم يتم العمل عليه.
لكن السلطات السوفيتية اتهمت آيزنشتاين نفسه، أثناء حكم جوزيف ستالين «بالخطأ الشكلاني»، أي التركيز الشكل باعتباره جزء من الجمال بدلا من تصوير نبل العمال.
سيستخدم السينمائيون الماركسيون الفرنسيون، مثل جان لوك غودار، التحرير واختيار الموضوع الراديكاليان، بالإضافة إلى المحاكاة الساخرة التخريبية، لزيادة الوعي الطبقي وتعزيز الأفكار الماركسية.
بدأ السينمائي الموقفي غي ديبور، مؤلف مجتمع الفرجة، فيلمه [التسكع في الليل تستهلكنا النار] بنقد جذري للمشاهد الذي يذهب إلى السينما لنسيان حرمان حياته اليومية.
أنتج السينمائيون الموقفيون عددا من الأفلام الهامة، حيث كان الإسهام الوحيد لتعاونية الأفلام الموقفية في مسار الصوت. في هل تقدر الجدلية على كسر الطوب؟ (1973) إذ حُوّل فيلم كونغ فو  صيني بواسطة الدوبلاج إلى رسالة عن رأسمالية الدولة وثورة البروليتاريا. إن التقنية الفكرية في استخدام البنى الرأسمالية ضدها يعرف باسم "Détournement".
لقد نشأت دراسات السينما الماركسية من هذه البدايات تحديدا، والآن تعرف أحيانا بمعناها الأوسع إذ تشر إلى أي علاقات سلطة أو بنى سلطوية داخل نص صورة متحركة.

## راجع أيضا
- كارل ماركس في السينما
- نظرية سكرين، نظرية سينمائية ماركسية-تحليلية نفسية مرتبطة بالمجلة البريطانية سكرين خلال 1970ات.